# 15 август
15 август е 227-ият ден в годината според григорианския календар (228-и през високосна година). Остават 138 дни до края на годината.

## Събития
- 718 г. – Арабите свалят обсадата на Константинопол.
- 797 г. – Византийският император Константин VI е ослепен от регентката Ирина Атинянката.
- 1002 г. – Българската армия под командването на цар Самуил превзема Адрианопол (Одрин).
- 1018 г. – В Копринища е убит войводата Ивац от агенти на император Василий II Българоубиец.
- 1248 г. – Започва строителството на Кьолнската катедрала, предназначена да съхранява мощите на Тримата влъхви.
- 1534 г. – Създаден е орденът „Общество на Исус“ от Игнаций Лойола и няколко негови съмишленици в Париж.
- 1570 г. – Открит е възстановеният акведукт Аква Вирг в Рим.
- 1856 г. – В Шумен е организирано първото театрално представление в България – Михаил Мишкоед от Сава Доброплодни.
- 1866 г. – Лихтенщайн получава независимост.
- 1914 г. – В действие е пуснат Панамският канал, който е открит официално 6 години по-късно.
- 1945 г. – Втора световна война: Японският император Хирохито обявява безусловната капитулация на Япония.
- 1947 г. – Великобритания предоставя на Индия и Пакистан статут на независими държави.
- 1948 г. – Състои се церемонията по основаване на Република Корея.
- 1960 г. – Република Конго обявява своята независимост от Франция.
- 1969 г. – В Бетъл, щата Ню Йорк, започва легендарният фестивал за музика и изкуства Удсток, на който се събират 800 000 души.
- 1979 г. – Основан е кипърският футболен отбор АПЕП Питсилия.
- 1981 г. – В местността Рожен в Родопите започва национален събор-надпяване.
- 1981 г. – Започва втората международна асамблея „Знаме на мира – София“.
- 1990 г. – Президентът Михаил Горбачов възстановява съветското гражданство на писателя – дисидент Александър Солженицин.
- 1998 г. – В град Омаг е извършен най-големия терористичен бомбен атентат след началото на конфликта в Северна Ирландия, при който загиват 28 души, а 220 са тежко ранени.
- 2001 г. – Астрономи обявяват откритието на първата слънчева система, извън нашата. Тя е съставена от две планети, които обикалят около една звезда от съзвездието Голямата Мечка.

## Родени
- 866 г. – Робер I, крал на Франция († 923 г.)
- 1750 г. – Пиер Силвен Маршал, френски писател († ?)
- 1769 г. – Наполеон Бонапарт, френски генерал и монарх († 1821 г.)
- 1771 г. – Уолтър Скот, шотландски романист († 1832 г.)
- 1785 г. – Томас Де Куинси, британски писател († 1859 г.)
- 1813 г. – Жул Греви, френски общественик и политик († 1891 г.)
- 1842 г. – Арсени Костенцев, български просветител и общественик († 1921 г.)
- 1859 г. – Христо Паков, български офицер († 1941 г.)
- 1865 г. – Микао Усуи, японски духовник, основател на Рейки († 1926 г.)
- 1867 г. – Георги Кирков, български публицист и писател († 1919 г.)
- 1868 г. – Васил Димов, български певец и гъдулар († ?)
- 1872 г. – Шри Ауробиндо, индийски националист, учен, философ и гуру († 1950 г.)
- 1875 г. – Александър Манов, български революционер († 1968 г.)
- 1877 г. – Стефан Руневски, български писател († 1919 г.)
- 1878 г. – Бойчо Липовски, български писател († 1913 г.)
- 1878 г. – Пьотър Врангел, руски дворянин, контрареволюционер († 1928 г.)
- 1879 г. – Етел Баримор, американска актриса († 1959 г.)
- 1880 г. – Йевто Дедиер, сръбски географ († 1918 г.)
- 1883 г. – Иван Мещрович, хърватски скулптор († 1962 г.)
- 1884 г. – Страшимир Кринчев, български писател († 1913 г.)
- 1891 г. – Тур Бержерон, шведски метеоролог († 1977 г.)
- 1892 г. – Луи дьо Бройл, френски физик, Нобелов лауреат през 1929 г. († 1987 г.)
- 1896 г. – Гърти Кори, американска биохимичка, Нобелов лауреат през 1947 г. († 1957 г.)
- 1901 г. – Георги Пирински-старши, български политик († 1992 г.)
- 1901 г. – Христо Кодов, български езиковед и литературен историк († 1982 г.)
- 1908 г. – Кръстьо Генов, български литературовед
- 1909 г. – Пеко Таков, български комунистически политик († 2005 г.)
- 1911 г. – Анастас Примовски, български етнограф, фолклорист и белетрист († 1999 г.)
- 1912 г. – Уенди Хилър, английска актриса († 2003 г.)
- 1917 г. – Джак Линч, ирландски политик († 1999 г.)
- 1922 г. – Карло Чипола, италиански икономист († 2000 г.)
- 1924 г. – Робърт Болт, британски драматург и сценарист († 1995 г.)
- 1925 г. – Оскар Питърсън, канадски пианист и композитор († 2007 г.)
- 1926 г. – Константинос Стефанопулос, гръцки политик († 2016 г.)
- 1930 г. – Донка Петканова-Тотева, български литературен историк († 2016 г.)
- 1935 г. – Валдемар Башановски, полски състезател по вдигане на тежести
- 1937 г. – Константин Косев, български историк († 2020 г.)
- 1938 г. – Янка Рупкина, българска народна певица
- 1938 г. – Януш Зайдел, полски писател
- 1944 г. – Силви Вартан, френска певица
- 1945 г. – Ален Жюпе, френски политик
- 1946 г. – Доротея Тончева, българска актриса
- 1947 г. – Вълчо Иванов, български народен певец
- 1950 г. – Принцеса Ан, британска принцеса, дъщеря на Елизабет II
- 1950 г. – Томи Олдридж, американски рок-музикант
- 1957 г. – Валентин Фъртунов, български писател и журналист († 2014 г.)
- 1962 г. – Стойчо Стоев, български футболист и треньор по футбол
- 1963 г. – Алехандро Гонсалес Иняриту, мексикански режисьор
- 1963 г. – Димитър Борисов Главчев, български политик
- 1968 г. – Дебра Месинг, американска актриса
- 1969 г. – Карлос Роа, аржентински футболен вратар и треньор
- 1972 г. – Бен Афлек, американски актьор, сценарист и продуцент
- 1973 г. – Адам Уилърд, американски барабанист
- 1974 г. – Наташа Хенстридж, актриса
- 1986 г. – Крум, български певец
- 1989 г. – Джо Джонас, американски певец
- 1989 г. -- Нефисе Енверова – художник, журналист
- 1993 г. – Алекс Окслейд-Чембърлейн, английски футболист

## Починали
- 423 г. – Хонорий, римски император (* 384 г.)
- 465 г. – Либий Север, западноримски император (* ? г.)
- 778 г. – Роланд, франкски водач (* 736 г.)
- 1038 г. – Ищван I Свети, първи крал на Унгария (* 975 г.)
- 1040 г. – Дънкан I, крал на Шотландия (* 1001 г.)
- 1057 г. – Макбет, крал на Шотландия (* 1005 г.)
- 1118 г. – Алексий I Комнин, византийски император (* 1048 г.)
- 1369 г. – Филипа д'Авен, кралица на Англия (* 1311 г.)
- 1621 г. – Джон Баркли, шотландски писател (* 1582 г.)
- 1728 г. – Марен Маре, френски придворен композитор (* 1656 г.)
- 1767 г. – Фридрих-Михаел фон Пфалц-Цвайбрюкен, Пфалцграф на Цвайбрюкен-Биркенфелд (* 1724 г.)
- 1789 г. – Едуард Уоринг, британски математик (* 1734 г.)
- 1860 г. – Анна Фьодоровна, велика руска княгиня (* 1781 г.)
- 1870 г. – Иван Шопен, руски етнограф и историк от френски произход (* 1798 г.)
- 1883 г. – Панайот Семерджиев, български възрожденски писател (* 1855 г.)
- 1889 г. – Иван Доспевски, български художник (* 1840 г.)
- 1904 г. – Димитър Душанов, български възрожденски просветител (* 1837 г.)
- 1915 г. – Константин Варламов, руски артист (* 1848 г.)
- 1915 г. – Рафаело Джованьоли, италиански писател
- 1917 г. – Коста Шахов, български общественик (* 1862 г.)
- 1931 г. – Алберт Сониксен, американски журналист (* 1878 г.)
- 1935 г. – Уайли Пост, американски авиатор (* 1898 г.)
- 1935 г. – Уил Роджърс, американски хуморист (* 1879 г.)
- 1935 г. – Пол Синяк, френски художник (* 1863 г.)
- 1936 г. – Грация Деледа, италианска романистка, Нобелова лауреатка през 1926 г. (* 1871 г.)
- 1940 г. – Рафаил Попов, български историк и археолог (* 1876 г.)
- 1949 г. – Растко Петрович, сръбски поет и писател (* 1898 г.)
- 1951 г. – Артур Шнабел, австро-полски пианист (* 1882 г.)
- 1962 г. – Панайот Сантурджиев, български военен деец (* 1868 г.)
- 1963 г. – Всеволод Иванов, руски писател (* 1895 г.)
- 1967 г. – Рене Магрит, белгийски художник (* 1898 г.)
- 1970 г. – Виктор Сапарин, руски писател (* 1905 г.)
- 1971 г. – Пол Лукас, американски и унгарски актьор (* 1887 г.)
- 1978 г. – Михаил Попов, български оперен артист (* 1899 г.)
- 1982 г. – Хуго Теорел, шведски бактериолог, Нобелов лауреат през 1955 г. (* 1903 г.)
- 1990 г. – Виктор Цой, съветски рок-певец (* 1962 г.)
- 1991 г. – Богомил Симеонов, български драматичен и филмов актьор (* 1922 г.)
- 2002 г. – Юрий Яковлев, български актьор (* 1930 г.)
- 2004 г. – Суне Бергстрьом, шведски биохимик, Нобелов лауреат през 1982 г. (* 1916 г.)
- 2006 г. – Тецухико Асаи, японски каратист (* 1935 г.)
- 2008 г. – Илия Буржев, български поет (* 1931 г.)
- 2012 г. – Хари Харисън, американски писател (* 1925 г.)

## Празници
- Множество страни – Ден на победата над Япония
- Православна и Католическа църква – Успение Богородично (почита се смъртта или успението на майката на Исус Христос – Дева Мария), в България празника е известен още като Голяма Богородица
- България —
  - Ден на Варна – Отбелязва се от 1993 г. в Деня на църковния празник Успение на Пресвета Богородица с Решение на Общинския съвет
  - Празник на Несебър – Отбелязва се в Деня на църковния празник Успение на Пресвета Богородица с Решение на общински съвет от 4 август 1992 г.
  - Празник на град Стражица – Определен с Решение на Общински съвет от 28 юли 1998 г.,
  - Празник на Ихтиман
  - Празник на град Шипка – Отбелязва се в Деня на църковния празник Успение на Пресвета Богородица
  - Празник на историческото селище Арбанаси – Отбелязва се в Деня на църковния празник Успение на Пресвета Богородица
  - Ден на селата Добри Дял и Виноградец
  - Ден на медиците, загинали при изпълнение на служебния си дълг – Идеята за отбелязване е на национален алианс „Живот за България“ и вестник „Български лекар“. За първи път датата се отбелязва през 2005 г. Инициативата е подкрепена от всички лечебни заведения в страната. На 15 август 1963 г. умира д-р Стефан Черкезов от тежко изгаряне, след като спасява пътници от пламнал автобус
  - Ден на спасението – ден на оказване на признателност към загиналите при спасяване на човешкия живот. За първи път се отбелязва през 2013 г.
- Индия – Ден на независимостта (от Великобритания, 1947 г., национален празник)
- Коста Рика – Ден на майката (по повод смъртта на Дева Мария)
- Лихтенщайн – Ден на Лихтенщайн (национален празник)
- Нова Скотия, Канада – Национален празник
- Полша – Ден на армията
- Република Конго – Ден на независимостта (от Франция, 1960 г., национален празник)
- Русия – Ден на археолога
- Южна Корея – Ден на независимостта (от Япония, 1945 г., национален празник)